# Duets II
Duets II - album Tony'ego Bennetta, wydany 20 września 2011 roku. Muzycznie jest sequelem poprzedniego albumu artysty Duets: An American Classic. Duets II zajęło pierwsze miejsce na liście Billboard 200, sprzedając się w ilości 179 000 kopii. Tony Bennett stał się tym samym najstarszym żyjącym artystą, którego album dostał się do czołówki Billboard 200. Album otrzymał status platynowej płyty w Kanadzie, a w Polsce – złotej.

## Lista utworów
Lista utworów albumu została podana na iTunes Store 2 sierpnia 2011:
1. "The Lady and the Tramp (feat. Lady Gaga)
2. "One for My Baby (and One More for the Road)" (feat. John Mayer)
3. "Body and Soul" (feat. Amy Winehouse)
4. "Don't Get Around Much Anymore" (feat. Michael Bublé)
5. "Blue Velvet" (feat. k.d. lang)
6. "How Do You Keep the Music Playing" (feat. Aretha Franklin)
7. "The Girl I Love" (feat. Sheryl Crow)
8. "On the Sunny Side of the Street" (feat. Willie Nelson)
9. "Who Can I Turn To (When Nobody Needs Me)" (feat. Queen Latifah)
10. "Speak Low" (feat. Norah Jones)
11. "This Is All I Ask" (feat. Josh Groban)
12. "Watch What Happens" (feat. Natalie Cole)
13. "Stranger in Paradise" (feat. Andrea Bocelli)
14. "The Way You Look Tonight" (feat. Faith Hill)
15. "Yesterday I Heard the Rain" (feat. Alejandro Sanz)
16. "It Had to Be You" (feat. Carrie Underwood)
17. "When Do the Bells Ring for Me" (feat. Mariah Carey)
18. "When You Wish Upon a Star" (feat. Jackie Evancho) (bonusowy utwór)
19. "They Can't Take That Away From Me" (feat. Brad Paisley) (bonusowy utwór)